# Sportklub Aich/Dob 2022-2023
Questa voce raccoglie le informazioni riguardanti lo Sportklub Aich/Dob nelle competizioni ufficiali della stagione 2022-2023.

## Organigramma societario
Area direttiva
- Presidente: Alois Opetnik
- Direttore sportivo: Martin Micheu

Area tecnica
- Allenatore: Zoran Kedačič
- Allenatore in seconda: Alen Djordjevič
- Scout man: Tomo Dukarić

Area sanitaria
- Preparatore atletico: Rosana Krajnc

## Rosa
| N° | Nome                | Ruolo | Data di nascita   | Nazionalità sportiva |
| -- | ------------------- | ----- | ----------------- | -------------------- |
| 1  | Christian Rainer    | P     | 8 agosto 1992     | Austria              |
| 3  | Lampros Pitakoudīs  | C     | 13 luglio 2002    | Grecia               |
| 4  | Arwin Kopschar      | S     | 9 aprile 1999     | Austria              |
| 5  | Manuel Steiner      | L     | 6 giugno 1993     | Austria              |
| 6  | Zlatan Yordanov     | S     | 3 marzo 1991      | Bulgaria             |
| 7  | Redi Bakiri         | S     | 2 luglio 2000     | Albania              |
| 8  | Anastasios Aspiōtīs | O     | 19 marzo 1991     | Grecia               |
| 9  | Johannes Kratz      | S     | 6 marzo 1996      | Austria              |
| 10 | Stefan Kaibald      | S     | 19 maggio 1997    | Estonia              |
| 11 | Alpár Szabó         | C     | 26 luglio 1990    | Ungheria             |
| 12 | Noel Krassnig       | S     | 30 settembre 2002 | Austria              |
| 13 | Nikola Ščerbakov    | P     | 5 luglio 1995     | Croazia              |
| 14 | Jacob Kitzinger     | L     | 21 agosto 2003    | Austria              |
| 15 | Filip Madjunkov     | C     | 18 marzo 1996     | Macedonia del Nord   |
| 18 | Lukas Writz         | S     | 2 marzo 2006      | Austria              |
| 21 | Nicholas Butler     | P     | 27 giugno 1997    | Australia            |
| 22 | Jurij Kružkov       | O     | 14 marzo 1994     | Russia               |
| -  | Dániel Gacs         | C     | 22 giugno 1996    | Ungheria             |
| -  | Michal Hruška       | C     | 13 marzo 1987     | Slovacchia           |
| -  | Lukas Možina        | P     | 8 giugno 2006     | Austria              |
| -  | Jonas Možina        | S     | 24 settembre 2007 | Austria              |

## Risultati

### Coppa d'Austria
| Primo turno - 6 novembre 2022 Universitätssportzentrum Rosenhain, Graz | Graz II         | 0 - 3 | Aich/Dob | 20-25, 19-25, 17-25               |
| Ottavi di finale - 13 novembre 2022 JUFA-Arena, Bleiburg               | Aich/Dob        | 3 - 1 | Hartberg | 21-25, 33-31, 25-14, 25-20        |
| Quarti di finale - 8 dicembre 2022 Sporthalle, Hausmannstätten         | Hausmannstätten | 0 - 3 | Aich/Dob | 10-25, 11-25, 22-25               |
| Semifinali - 21 dicembre 2022 JUFA-Arena, Bleiburg                     | Aich/Dob        | 2 - 3 | Tirol    | 25-22, 25-22, 24-26, 23-25, 12-15 |

### Supercoppa austriaca
| Finale - 24 settembre 2022 Johann Pölz Halle, Amstetten | Raiffeisen Waldviertel | 3 - 1 | Amstetten | 18-25, 25-15, 25-18, 25-15 |

### Champions League
| Primo turno (andata) - 20 settembre 2022 Mediteranski Sportski Centar, Budua | Budva    | 0 - 3 | Aich/Dob | 19-25, 15-25, 21-25               |
| Primo turno (ritorno) - 27 settembre 2022 JUFA Arena, Bleiburg               | Aich/Dob | 3 - 1 | Budva    | 37-35, 25-27, 25-21, 25-18        |
| Secondo turno (andata) - 5 ottobre 2022 JUFA Arena, Bleiburg                 | Aich/Dob | 3 - 2 | Vammalan | 16-25, 25-20, 25-23, 22-25, 19-17 |
| Secondo turno (ritorno) - 13 ottobre 2022 Vexve Areena, Sastamala            | Vammalan | 3 - 1 | Aich/Dob | 25-16, 23-25, 25-17, 25-23        |

### Coppa CEV
| Trentaduesimi di finale (andata) - 19 ottobre 2022 JUFA Arena, Bleiburg     | Aich/Dob | 1 - 3 | Kamnik   | 24-26, 19-25, 27-25, 21-25        |
| Trentaduesimi di finale (ritorno) - 26 ottobre 2022 Športna dvorana, Kamnik | Kamnik   | 3 - 2 | Aich/Dob | 25-20, 25-23, 18-25, 21-25, 15-11 |